# Rola informacyjna
Rola informacyjna – rola polegająca na dostarczaniu informacji.
Polega ona na zbieraniu, przetwarzaniu i przekazywaniu informacji.
Ze względu na różne potrzeby, dziedziny i naturę informatora, mamy wielorakość systemów spełniających rolę informacyjną.
W społeczeństwie rolę tę rutynowo pełnią dziennikarze i takie organizacje jak telewizja, radio, ale też służby specjalne różnych wywiadów, tzw. intelligence service.
Bardziej specjalistycznie, w informatyce rolę tę pełnią systemy informacyjne, systemy wsparcia decyzyjnego, systemy monitorujące procesy przemysłowe, roboty, oraz tzw. agenci inteligentni w sztucznych społeczeństwach programowanych w autonomicznych systemach software’owych.
Rola informacyjna definiowana jest też w kontekście socjo-kognitywistycznym, gdzie rola jest atrybutem obiektów kognitywnych w ich organizacji lub społeczeństwie i wynika z pełnionej funkcji formalnej lub rzeczywistej.